# San Juan de Plan (ort)
San Juan de Plan är en ort i Spanien.   Den ligger i provinsen Provincia de Huesca och regionen Aragonien, i den nordöstra delen av landet, 400 km nordost om huvudstaden Madrid. San Juan de Plan ligger 1 147 meter över havet och antalet invånare är 146.
Terrängen runt San Juan de Plan är huvudsakligen bergig, men den allra närmaste omgivningen är kuperad. San Juan de Plan ligger nere i en dal. Runt San Juan de Plan är det mycket glesbefolkat, med 3 invånare per kvadratkilometer. Närmaste större samhälle är Benasque, 14,7 km öster om San Juan de Plan. I omgivningarna runt San Juan de Plan växer i huvudsak barrskog.